# Cynodonichthys fuscolineatus
Cynodonichthys fuscolineatus es un pez de agua dulce la familia de los rivulines en el orden de los ciprinodontiformes.

## Morfología
De cuerpo alargado, los machos pueden alcanzar los 7,5 cm de longitud máxima.

## Distribución geográfica
Se encuentran en ríos de América Central, en cuencas fluviales de la vertiente atlántica de Costa Rica.

## Hábitat
Viven en pequeños cursos de agua entre 20 y 26°C, de comportamiento bentopelágico y no migrador. Principalmente en las aguas de moderada a alta velocidad de corriente, entre los 525 y 695 m de altitud, también abundante aunque menos en estanques con mucha vegetación y poca corriente.
Siempre nada cerca de una hierba buscando refugio bajo la maleza sobre fondos fangosos o de arena, donde caza y se alimenta de insectos acuáticos.
No es un pez estacional. Es difícil de mantener cautivo en acuario.